# Zdravko Čolić
Zdravko Čolić ou transcrit en français Zdravko Tcholitch (en cyrillique : Здравко Чолић), né le 30 mai 1951 à Sarajevo, Bosnie-Herzégovine, Yougoslavie, est un chanteur Yougoslave et Bosnien, très populaire dans tous les États issus de l'ancienne Yougoslavie. Il est marié, a deux filles et habite actuellement à Belgrade (Serbie).

## Jeunesse
Vladimir, le père de Zdravko Čolić, était administrateur au sein de la police et sa mère n'exerçait pas d'activité professionnelle. Ses deux parents sont originaires de la municipalité de Trebinje (Herzégovine). Dans sa jeunesse, Zdravko a montré très tôt un intérêt pour le sport et a d'abord joué comme footballeur au FK Željezničar avant de s'orienter vers l'athlétisme.
Čolić est titulaire d'un diplôme d'économie à l'Université de Sarajevo.

## Carrière musicale

### Le début de carrière avec les groupes Ambasadori puis Korni
Dès sa jeunesse Zdravko Čolić s'est intéressé à la musique.
Une fois son diplôme d'études secondaires obtenu en 1969, il a rejoint le groupe Ambasadori (Les ambassadeurs) qui avait déjà une certaine notoriété. Il a quitté le groupe avec Vujović pour former, en 1970, le groupe Novi ambasadori (Les Nouveaux ambassadeurs). Le 10 septembre 1971, il quitta sa ville natale pour s'installer dans la capitale Belgrade afin de rejoindre un nouveau groupe, Korni. Toutefois, la collaboration dura très peu de temps.

### Carrière en solo
Zdravko Čolić a commencé sa carrière de chanteur en solo le 15 avril 1972 à Sarajevo.
Sa carrière de chanteur a véritablement démarré lorsque, en gagnant le festival d'Opatija avec la chanson "Gori vatra" (Le feu brûle), il a gagné le droit de représenter la Yougoslavie au Concours Eurovision de la chanson en 1973, à Luxembourg. La chanson s'est mal classée au concours mais elle est rapidement devenue un grand hit en Yougoslavie et a propulsé le chanteur sur la voie de la célébrité.
En 1983, Čolić quitta sa ville natale pour Ljubljana où il commença une entreprise privée avec Goran Bregović à travers leur label Kamarad. Čolić vecu ensuite pendant quelques années à Zagreb avant de revenir à Belgrade en 1990, où il habite toujours. Après les Guerres de Yougoslavie et une longue pause, il a entrepris son retour sur scène et a retrouvé une partie de sa popularité.
En 2011, plus de 100 000 personnes étaient réunies lors de son concert à Ušće dans la ville de Belgrade.

## Discographie

### Singles
- "Sinoć nisi bila tu" / "Tako tiho" (1972)
- "Pod lumbrelom" / "Stara pisma" (1972)
- "Gori vatra" / "Isti put" (1973)
- "Blinge blinge blinge bling" / "Julija" (1973)
- "Nedam ti svoju ljubav" / "Zelena si rijeka bila" (1973)
- "Dome moj" / "Ljubav je samo riječ" (1974)
- "Madre Mia / "Rock n roll himmel" (1974)
- "Alles was ich hab / "Lampenfieber" (1974)
- "Ona spava" / "Zaboravi sva proljeća" (1975)
- "April u Beogradu" / "Svitanje" (1975)
- "Zvao sam je Emili" / "Sonata" (1975)
- "Ti si bila, uvijek bila" / "A sad sam ja na u redu" (1976)
- "Ljubav ima lažni sjaj / "Balerina" (1977)
- "Živiš u oblačima / Zašto spavaš" (1977)
- "Loš glas / "Ne mogu biti tvoj" (1978)
- "Light me" / "I'm not a robot man" (1978)
- "Druže Tito, mi ti se kunemo" / "Titovim putem" (1980)

### Albums Studio
- Ti i ja (1975)
- Ako priđeš bliže (1977)
- Zbog tebe (1980)
- Malo pojačaj radio (1981)
- Šta mi radiš (1983)
- Ti si mi u krvi (1984)
- Rodi me majko sretnog (1988)
- Da ti kažem šta mi je (1990)
- Kad bi moja bila (1997)
- Okano (2001)
- Čarolija (2003)
- Zavičaj (2006)
- Kad pogledaš me preko ramena (2010)
- Vatra i barut (2013)

### Albums Live
- Belgrade Arena (2005) (live double CD)

### Compilations
- Pjesme koje volimo (Les chansons que nous aimons) (1991)
- Prvi i posljednji (Les premiers et les derniers) (1995)
- Zauvek (Pour toujours)(1998)
- Zauvek 2 (Pour toujours 2) (1999)
- 7X Čola Box Set (2000)
- Balade (Ballades)(2002)
- The Best of Zdravko Čolić (double CD)(2004)